# Lai Vung
Lai Vung est une commune rurale située dans la province de Đồng Tháp, au sud du Viêt Nam, dans la région du Delta du Mékong.

## Géographie
La commune est située dans la partie méridionale de la province de Đồng Tháp. Elle est limitrophe :
- à l’est : des communes de Hòa Long et Phong Hòa
- à l’ouest : des quartiers Mỹ Thới (province d’An Giang) et Thốt Nốt (ville de Cần Thơ)
- au sud : du quartier Tân Lộc (ville de Cần Thơ)
- au nord : du district de Lấp Vò

## Histoire administrative
La commune a été créée le 1ᵉʳ juillet 2025 à la suite d'une réorganisation territoriale décidée par l'Assemblée nationale vietnamienne. Selon la résolution 1663/NQ-UBTVQH15 adoptée le 16 juin 2025, les anciennes communes de Định An, Định Yên, Tân Thành et Tân Phước ont été fusionnées pour former la nouvelle commune de Lai Vung.

## Divisions
La commune actuelle comprend les 20 hameaux formés par la fusion :
- Định Yên: An Lợi A, An Lợi B, An Bình, An Khương
- Định An: An Hòa, An Ninh, An Phong, An Lạc
- Tân Phước: Tân Mỹ, Tân Thuận, Tân Phú, Tân Thạnh, Tân Quí
- Tân Thành: Tân An, Tân Bình, Tân Định, Tân Lợi, Tân Lộc, Tân Khánh, Tân Hưng

## Culture locale
La région est réputée pour la culture du quýt hồng (mandarine rouge), un fruit emblématique consommé pendant la fête traditionnelle du Tết.